# Beausoleil
 Beausoleil  es una población y comuna francesa, en la región de Provenza-Alpes-Costa Azul, departamento de Alpes Marítimos, en el distrito de Niza y cantón de Beausoleil.

## Demografía
| ... | ... | ... | ... | ... | ... | ... | ... | ... | ... | ... | ... | ... | ... | ... | ... | ... | ... | 6 344 | 8 231 | 8 315 | 11 649 | 13 051 | 11 826 | 10 865 | 11 504 | 12 833 | 14 144 | 12 208 | 11 664 | 12 326 | 12 775 | 13 879 |
| Para los censos de 1962 a 1999 la población legal corresponde a la población sin duplicidades (Fuente: INSEE [Consultar]) |     |     |     |     |     |     |     |     |     |     |     |     |     |     |     |     |     |       |       |       |        |        |        |        |        |        |        |        |        |        |        |        |